# ECT2L
ECT2L‏ (Epithelial cell transforming 2 like) هوَ بروتين يُشَفر بواسطة جين ECT2L في الإنسان.